# Bernd Skodzig

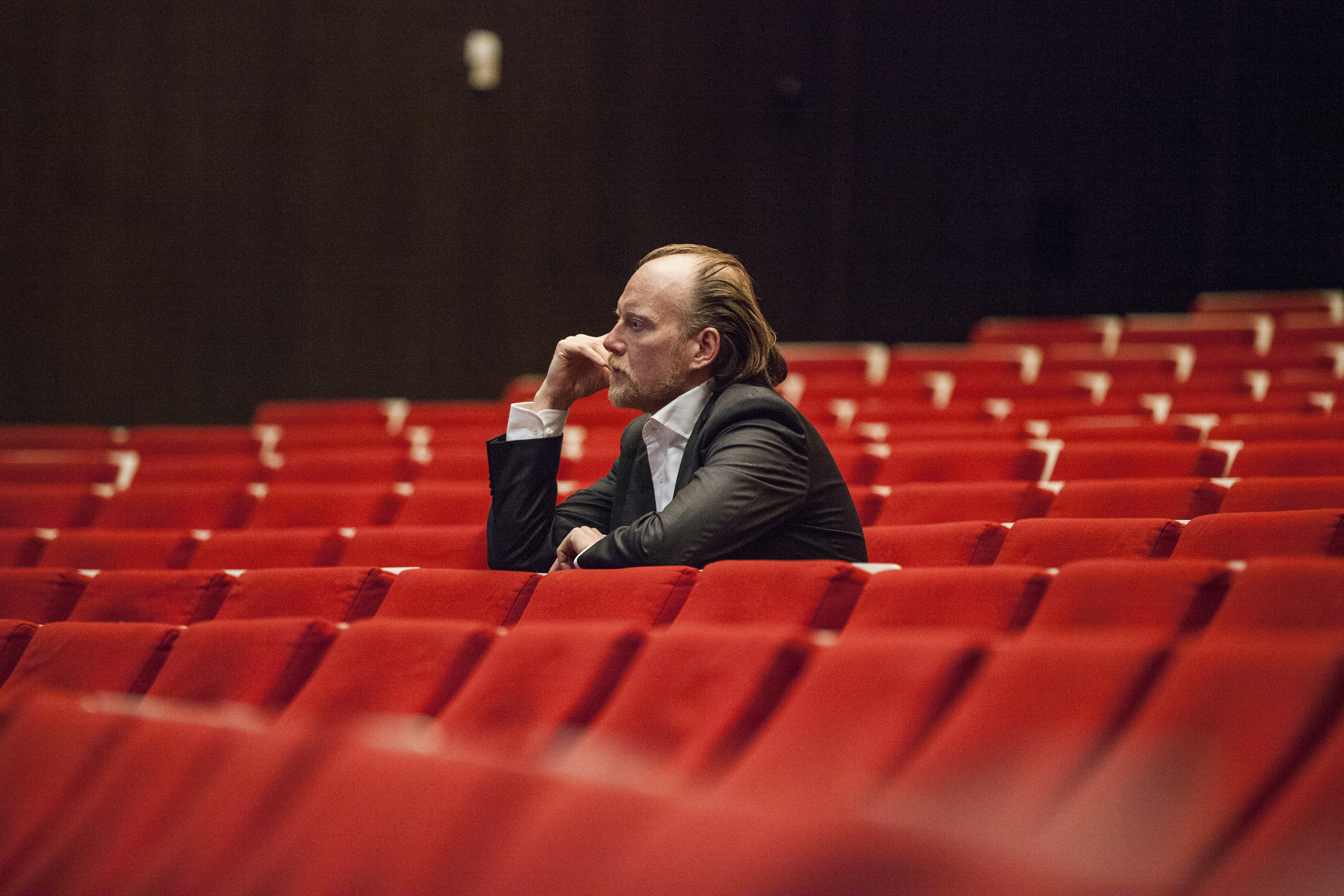
Bernd Skodzig

Bernd Ernst Skodzig (* 1969 in Datteln) ist ein deutscher Kostümbildner, der für internationale Theater und Opernhäuser großformatige Kostümausstattungen für die Sparten Schauspiel, Oper und Tanz entwirft.

## Schaffen
Nach seiner schulischen Ausbildung studierte Bernd Skodzig bei Jürgen Rose, in dem Fachbereich Bühnen und Kostümbild an der Staatliche Akademie der Bildenden Künste Stuttgart.
Nach seiner Studentenzeit arbeitete er als persönlicher Assistent von Jürgen Rose für dessen Inszenierung von Mozarts „Die Zauberflöte“ an der Oper Bonn.
In der Folgezeit vertiefte Bernd Skodzig sein wachsendes Interesse an historischen Gewandformen und zog dafür 1996 nach London.
In London arbeitete er als freiberuflicher Mitarbeiter in der historischen Textilien-Sammlung des Victoria and Albert Museum South Kensington. Sein Schwerpunkt wurden Textilien aus der Zeit des 16., 17. und 18. Jahrhunderts begleitet von den Kuratorinnen Avril Hart und Susan North.
Neben seinem wachsenden Interesse an historischen Textilien, Materialien und Dessins der Epochen, vertiefte er in dieser Zeit seine vielschichtigen kunstgeschichtlichen Interessen.
Ab 1998 lebte er in London Spitalfields in einem ehemaligen Seidenweberhaus und studierte in diesem Rahmen die Geschichte historischer Textilien und begann mit eigenen Entwürfen von Stoff Dessins.
Zeitgleich brachten ihn in dieser Zeit die ersten Kontakte zu dem Regisseur Thomas Ostermeier und der Choreographin Sasha Waltz nach Berlin.
Seine erste Zusammenarbeit mit dem Regisseur Thomas Ostermeier fand im Jahr 1999 am Deutschen Theater Berlin zusammen mit dem Bühnenbildner und Co Kostümbildner Rufus Didwiszus statt.
Mit der Choreographin Sasha Waltz waren es zeitgleich erste Erfahrungen innerhalb eines „Dialoge“-Projektes in den Sophiensäle. Darauf folgte die Zusammenarbeit mit Sasha Waltz für die Inaugurationsveranstaltungen des Jüdisches Museum Berlin des Architekten Daniel Libeskind.
Mit diesem sich neu formenden künstlerischen Leitungsteam an der Schaubühne, begann Bernd Skodzig von nun an regelmäßig als freischaffender Kostümbilder, die Kostüme für zeitgenössische Stücke und moderne Choreographien der beiden künstlerischen Leiter zu entwerfen.
Seine Arbeit als Kostümbildner für das Stück „Körper“ von Sasha Waltz wurde für ihn wegbereitend.
Danach folgten Engagements an dem Düsseldorfer, Stuttgarter und Frankfurter Schauspielhaus durch die Regisseure Burkhard C. Kosminski, Ulrich Rasche, Marie Louise Bischoff Berger und Oliver Reese.
Der derzeitige Intendant der Berliner Staatsoper unter den Linden, Peter Mussbach, engagierte Bernd Skodzig für Uraufführungen seiner Inszenierung, an der Berliner Staatsoper unter den Linden. Mit Peter Mussbach kam es, unter anderem, zu einer wichtigen Zusammenarbeit bei der Uraufführung der Oper „PHÄDRA“ des Komponisten Hans Werner Henze, bei der Bernd Skodzig die Kostüme für eine Rauminstallation des Künstlers Olafur Eliasson entwarf.
Für die Tankred Dorst Neuinszenierung von Richard Wagners „Der Ring des Nibelungen“ im Jahre 2004 wurde Bernd Skodzig bei den Bayreuther Festspiele verpflichtet.
Weiterhin entwarf Bernd Skodzig, kongenial, zu dem Werk der Choreographin Sasha Waltz, die Kostüme für großformatige Inaugurationsveranstaltungen, Uraufführungen und Opern an internationalen Theatern und Opernhäuser.
Wie für das Schauspielhaus Zürich, die Berliner Staatsoper unter den Linden, die Pariser Opéra Bastille, die De Nationale Opera in Amsterdam, das Mariinsky Theatre in St. Petersburg und für die Mailänder Scala.
Bernd Skodzig entwarf darüber hinaus die Kostüme für Choreographien von Sasha Waltz, anlässlich der Inaugurationsveranstaltungen des Neues Museum in Berlin.
Ebenso entwarf er Kostüme für die Architektur der Architekten Friedrich Stüler und David Chipperfield sowie für die Eröffnung des Museo MAXXI der Architektin Zaha Hadid in Rom.
Im Jahr 2006 wurde Bernd Skodzig von Frau Florence von Gerkan als Gastprofessor an den Lehrstuhl für Bühnenkostüm berufen, wo er bis 2012 an Projekten als Lehrender tätig war.
Anlässlich des 100-jährigen Jubiläums der Uraufführung des Werkes Le Sacre du printemps der Ballets Russes entwirft Bernd Skodzig die Kostüme für die Choreographie von Sasha Waltz für die Jubiläums Inszenierung des Werkes im Pariser Théâtre des Champs-Élysées und des Mariinsky Theatre in St.Petersburg.
Bernd Skodzig ist freischaffend tätig und lebt in Berlin.

## Produktionen (Auswahl)
- 2024 Johannespassion - J.S. Bach, Sasha Waltz, Salzburger Festspiele, Oper Dijon
- 2023 Schwanensee - Peter Tschaikowsy, Xin Peng Wang, Dortmund Ballett
- 2023 7te Symphony, Ludwig van Beethoven, Sasha Waltz & Guests
- 2022 L'Orfeo, Sasha Waltz & Guests, Teatro Real Madrid
- 2022 SYM-PHONIE MMXX, Sasha Waltz & Guests, Berliner Staatsoper
- 2021 Die göttliche Komödie - Paradiso, Xin Peng Wang, Ballett Dortmund
- 2019 Die göttliche Komödie - Purgatorio, Xin Peng Wang, Ballett Dortmund
- 2019 Rauschen, Sasha Waltz, Berliner Volksbühne
- 2018 Die göttliche Komödie - Inferno, Xin Peng Wang, Ballett Dortmund
- 2016 Faust II, Xin Peng Wang, Ballett Dortmund
- 2016 Faust, Xin Peng Wang, Ballett Dortmund
- 2015 Romeo et Juliet, H. Berlioz / Choreografie Sasha Waltz, Deutsche Oper Berlin
- 2014 Tannhäuser, Berliner Staatsoper
- 2013 Der Tod in Venedig, T. Mann, Schaubühne Berlin
- 2013 „Le Sacre Du Printemps“, Marinsky Theater II St.Petersburg
- 2013 „Le Sacre Du Printemps“, Theatre de la Monnai Brüssel
- 2013 „Le Sacre Du Printemps“, Theatre du Champs Elysee Paris
- 2012 Romeo et Juliet, H. Berlioz, Teatro ala Scala Milano
- 2011 Hamlet, W. Shakespeare, Schauspielhaus Frankfurt
- 2010 Wilhelm Meister J. W. Goethe, Schauspielhaus Frankfurt
- 2010 Continu S. Waltz, Schauspielhaus Zürich
- 2009 Salome O. Wilde, Staatstheater Stuttgart
- 2008 Kabale und Liebe F. Schiller, Schaubühne Berlin
- 2007 Romeo et Juliet, H. Berlioz, National Opera Paris, Opera Bastille
- 2007 Illusion Comique, P. Corneille, Schauspielhaus Düsseldorf
- 2006 Der Ring des Nibelungen R. Wagner, Inszenierung mit Tankred Dorts, Bayreuther Festspiele
- 2006 Trauer muß Elektra tragen E. O Neil
- 2003 Inside Out S. Waltz, Schaubühne Berlin
- 2003 Die Ehe der Maria Braun R. W. Fassbinder, Düsseldorfer Schauspielhaus
- 2002 No Body S. Waltz, Schaubühne Berlin
- 2002 Merlin T. Dorst, Schaubühne Berlin
- 2002 Platonov, Düsseldorfer Schauspielhaus
- 2000 Gier, S. Cane, Schaubühne Berlin
- 1999 Der blaue Vogel, M. Maeterlink, Deutsches Theater Berlin

## Filmografie
- „Tannhäuser“, R. Wagner, Berliner Staatsoper
- „Romeo et Juliet“, H. Berlioz, Theatre de la Bastille Paris
- „Körper“, von Sasha Waltz, Arthaus
- „No Body“, von Sasha Waltz, Arthaus
- „Continu“, von Sasha Waltz
- „Die Walküre“, R. Wagner, Bayreuther Festspiele
- „Le Scare du Printemps“, Igor Strawinsky, Théâtre des Champs-Élysées
- „Drei“, von Tom Tykwer